# PowerBuilder Foundation Class
PowerBuilder Foundation Class (PFC) é um conjunto de objetos que provêm a base para desenvolver aplicações robustas com PowerBuilder. 
As bibliotecas da PFC podem ser personalizadas ou podem ser estendidas para aumentar a funcionalidade de PFC existente.